# Hajen II-klass
Hajen II-klass var en klass av ubåtar i svenska flottan. Klassen bestod av tre fartyg; Hajen, Sälen och Valrossen.  
Efter Första världskrigets utbrott 1914 beviljade riksdagen medel för ytterligare ubåtar. En ur Svärdfiskentypen utvecklad ubåtstyp beställdes 1915 hos Kockums Mekaniska Verkstads AB i Malmö. På grund av kriget försenades byggnationen av de tre ubåtarna eftersom det var svårt att skaffa materiel. De levererades först 1920 och utrangerades samt skrotades i Karlskrona 1942–43. 
Hajen II-klassen var en vidareutveckling av den italienska typen Fiat-Laurenti och blev betydligt större än sina föregångare. Storleken ökades till 422 ton och skrovet fick slanka linjer för att nå hög fart i ytläge. Med större drivmedelstankar fick dessa ubåtar en längre aktionsradie. Torpedbestyckningen fördubblades till fyra 45 centimeters stävtuber och det tillkom en 75 millimeters kanon på däck.